# برناديت تيمس
برناديت تيمس (بالمجرية: Temes Bernadett)‏ مواليد 15 مايو 1986 في المجر، هي لاعبة كرة يد مجرية. مثلت منتخب المجر لكرة اليد للسيدات.

## سجل المنافسة
شاركت في البطولات التالية:
- بطولة أوروبا لكرة اليد للسيدات 2010
- بطولة أوروبا لكرة اليد للسيدات 2014

## روابط خارجية
- برناديت تيمس على موقع الاتحاد الأوروبي لكرة اليد (الإنجليزية)